# Foc de armă

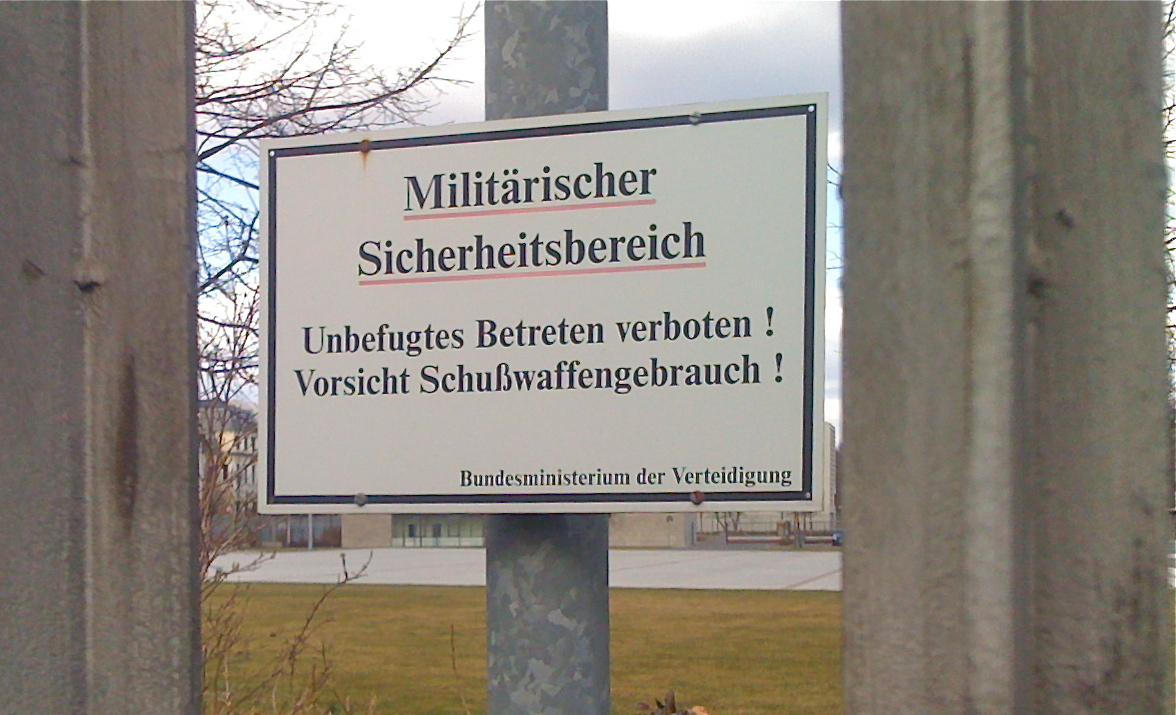
Zonă militară, unde se face uz de armă

Focul de armă   ia naștere prin explodarea unui cartuș detonat de un cui percutor, explozie care aruncă afară glonțul aflat pe țeava armei. El era executat de militari în cazul unui pluton de execuție, după ochire și comanda "foc", sau în anumite zone militare de posturile de pază sau zone de frontieră, unde era interzisă circulația publică. Ea mai poate fi executată de vânători în grupuri, în anumite sezoane și unde pentru a se evita braconajul, accidentele, se aplică unele reguli stricte de vânătoare. În țările cu granițele închise și păzite, soldații pot după o somație, să tragă fără comandă focuri de armă asupra persoanelor care caută să treacă ilegal granița. În trecut în țările comuniste au fost cazuri numeroase de astfel de acțiuni de împușcare a persoanelor care căutau în mod ilegal să părăsească lagărul comunist.

## Focuri de armă pe autostrada germană
Un șofer de autocamion a tras ani întregi focuri de armă asupra altor autovehicule care circulau pe autostrăzile germane. Lucrătorul Jörg Ziercke, de la poliția criminalistică germană (BKA) din Wiesbaden, a dclarat în fața presei că șoferul de 57 de ani, care și-a recunoscut fapta, ar fi făcut totul fiind frustrat și supărat pe societate. Omul locuia în localitatea Kall din nord-vestul munților Eifel. El ar fi tras timp de cinci ani, din anul 2008 din cabina autocamionului său cu o armă de calibru mare cel puțin 762 de focuri de armă mai ales asupra altor camioane. În anul 2009 un glonț ricoșat a rănit grav la gât o femeie care conducea un autoturism. 
La făptaș s-au găsit acasă două pistoale și 1300 de cartușe. Polițistul afirmă că aceasta ar fi un caz unic în istoria criminalisticii, când cineva, din ură contra oamenilor, comite în serie asemenea acte de violență. Cazul a fost foarte dificil de elucidat, deoarece gaura provocată de glonț era descoperită numai când autocamionul ajungea la destinație. Numai cu ajutorul unui aparat ascuns de filmare, după ani de investigate,  prin filtrarea și prin compararea numerelor de circulație, au reușit să descopere făptașul.